# Copines
«Copines» es una canción de Aya Nakamura. Fue lanzada el 24 de agosto de 2018. La canción llegó al número uno en las listas en Francia y al número 7 en Valonia.
Copines es el más grande éxito internacional de la cantante francesa, contando con más de 350 millones de reproducciones en Spotify y más de 540 millones de visitas en su video oficial el YouTube.
A mediados del año 2022 la canción se volvió viral en la plataforma TikTok, superando el éxito de su antecesora Djadja, meses después gracias a esto fue añadida en el catálogo de bailes del videojuego Fortnite.

## Posicionamiento en las listas
| País (Lista 2018)             | Posición más alta |
| ----------------------------- | ----------------- |
| Bélgica (Ultratop 50 Flandes) | 24                |
| Bélgica (Ultratop 50 Valonia) | 7                 |
| Francia (SNEP)                | 1                 |
| Países Bajos (Single Top 100) | 46                |
| Singapur (RIAS)               | 28                |
| Suiza (Scheweizer Hitparade)  | 60                |

## Certificaciones
| País (organismo certificador) | Certificación | Unidades certificadas |
| ----------------------------- | ------------- | --------------------- |
| Bélgica (BEA)                 | Oro           | 20 000                |
| Francia (SNEP)                | Diamante      | 333                   |
| España (PROMUSICAE)           | Oro           | 50 000                |